# Route 12 (Nouvelle-Écosse)
Pour les articles homonymes, voir Route 12.
La route 12 est une route principale de la Nouvelle-Écosse située dans le sud de la province, au nord-est de Bridgewater, et à environ 60 km (37 mi) à l'ouest d'Halifax. Elle traverse une région plutôt boisée en reliant Chester et Kentville, sur 66 km (41 mi).

## Description du tracé
La route 12 débute au nord-ouest de Chester dans la municipalité de Chester Basin à l'intersection avec la route 3. Elle croise la route 103 peu après avoir débuté et se dirige vers le nord en passant par New Ross et Blue Mountain ainsi qu'à proximité du Parc provincial du lac Gaspereau.
La route atteint ensuite la route 101 à North Alton, qu'elle croise à sa sortie 13. La route 12 devient ensuite l'avenue Chester alors qu'elle entre à Kentville. Elle se termine dans le centre de la ville, à son intersection avec la rue Main (Principale), soit la route 1

## Intersections majeures
| Comté     | Ville         | km    | Destinations                                                       | Notes                     |
| --------- | ------------- | ----- | ------------------------------------------------------------------ | ------------------------- |
| Lunenburg | Chester Basin | 0,00  | Route 3 – Gold River, Western Shore, Bridgewater, Île Oak, Chester |                           |
| Lunenburg | Chester Basin | 1,20  | Route 103 – Hubbards, Halifax, Mahone Bay, Bridgewater             | Sortie 9 de la Route 103  |
| Kings     | North Alton   | 61,90 | Route 101 – New Minas, Halifax, Berwick, Yarmouth                  | Sortie 13 de la Route 101 |
| Kings     | Kentville     | 65,60 | Route 1 – Coldbrook, New Minas, Wolfville                          |                           |
|           |               |       |                                                                    |                           |